# Ado Ekiti
Ado Ekiti, også kaldt Ado, er en by i den sydvestlige del af Nigeria. Den er administrativ hovedstad for delstaten Ekiti og har 409.207 indbyggere på et areal af 293 km2.
Ado Ekiti ligger 148 km nordøst for Ibadan. Byen har universitet og en radio- og fjernsynsstation.